# Juan Sánchez Andraka
Juan Sánchez Andraka (Chilapa, Guerrero, 23 de noviembre de 1941) es un escritor, investigador, promotor de la cultura y periodista mexicano. Es conocido por la novela "Un mexicano más".

## Vida
Segundo de 12 hijos del matrimonio formado por el Dr. Lidio Sánchez Vázquez y la señora Soledad Andraca Malda. Cursó la primaria en su tierra natal y a los 16 años llegó a Chilpancingo, donde estudió la secundaria y la preparatoria en el Colegio del Estado. Incursionó en la docencia en 1966 en la escuela secundaria de Apaxtla de Castrejón, estancia que le inspiró su obra literaria más difundida ("Un mexicano más").
Admirador de la dedicación y tesón de su padre por escribir libros de medicina y hacer traducciones de novelas francesas y portuguesas, surge el anhelo por imitarlo. Su primera y más conocida obra fue Un mexicano más realizada en 1966. Según estimaciones del propio autor, hasta junio de 2008 se han impreso un millón doscientos mil ejemplares. El director René Cardona III filmó la película basada en su contenido, la cual se presentó en 2009 en el Festival Internacional de Cine de Acapulco (FICA). También ha sido llevada al teatro.
A raíz de haber participado activamente en el movimiento político de 1960 en la capital del estado, tiene origen su segunda obra: Los domados (1967) de la que hay varias ediciones y una versión cinematográfica realizada por un grupo experimental.
De 1972 a 1974, fue presidente municipal de Chilapa (compartiendo la responsabilidad con los señores René Dircio Moctezuma y Pedro García Arroyo); posteriormente fue asesor de Luis Echeverría en el periodo presidencial 1970–1976. De sus vivencias de esa época nacen: Debe amanecer (1975), A pesar de todo (1980) y el manual Principios generales de desarrollo rural.
Según su propio testimonio, fue comerciante, vago, hippie y vendedor ambulante, lo que le permitió recorrer la entidad y el país, de cuyas experiencias escribe: Zitlala (1983) y Allá en el río (1986).
En el periodo gubernamental del profesor Caritino Maldonado Pérez, fue designado Director de Actividades Cívicas y Culturales; posteriormente, Director de la Casa de la Cultura de Chilpancingo y del Centro de Investigación y Cultura de la Zona de la Montaña, donde publica el periódico–cartel Así somos... –cuyo origen está en “la vida vagabunda… en el andar sin propósito definido” por todo el estado de Guerrero y por toda la República–. En Radio Guerrero condujo el programa “En busca de nuestras raíces”, que en principio se llamó “Vida municipal”. También grabó y editó el programa de televisión denominado “Sus voces son nuestra historia”, que se transmitió por el ya desaparecido Sistema Radio y TV de Guerrero. Mantiene su presencia ante el micrófono a través de un programa semanal en Radio Universidad de la UAG.
Ejerce la entrevista en sus obras Hablemos claro (1987) y Ruiz Massieu, el gobernador (1995). Ha publicado, además, Ahora que me acuerdo, novela de corte histórico que abarca de 1946 a 1988; y la más reciente se titula Y volvieron a encenderse las estrellas, de tipo histórico sentimental que comprende de 1988 al año 2000 (esta obra fue presentada en febrero de 2007 en Chilpancingo).
En octubre de 1997, fue designado director del Instituto Guerrerense de la Cultura y se desempeñó como director general de Vinculación Cultural, dependiente de la SEG, cuyo propósito es aglutinar a todos los organismos públicos y privados dedicados a la cultura en Guerrero.
En 2009, presentó al público su primer documental titulado Guerrero mágico; el contenido se refiere a las costumbres, tradiciones, cocina, centros turísticos y creencias existentes del estado al comenzar el siglo XXI. También trabajó en otro que se denominará Misterios naturales del estado de Guerrero, en el que se muestran fenómenos.
Juan Sánchez Andraca se ha distinguido por promover la edición de obras de autores con temas guerrerenses. Creó la Editorial Sanley, donde ha publicado más de 30 títulos.
Como autor, escribe su apellido Andraka (con k). Este cambio se debe a una equivocación en la primera edición de Un mexicano más. Debido al éxito de esta edición, mantuvo la letra.
Tiene dos hijos de su matrimonio con Elvia Caro Aguilar, el director y escritor de teatro Lidio Sánchez Caro y la activista y política Elvia Sánchez Caro 
Actualmente, reside en una comunidad campesina del municipio de Tixtla, Guerrero.

## Obras
- "Un mexicano más" (1966)
- "Los domados" (1967)
- "Debe amanecer" (1975)
- "A pesar de todo" (1980)
- "Zitlala" (1983)
- "Allá en el río" (1989)
- "Ahora que me acuerdo" (2002)
- "Y volvieron a encenderse las estrellas" (2007)
- "A la sombra del mezcal" (2010)
- "En mi propio surco: Autobiografía novelada y no velada" (2016)
- "Una luz en el ocaso" (2018)
- "Toribio Patoltzin Ahuelicán" (2021)